# ملانی کوک
ملانی کوک (انگلیسی: Melanie Kok؛ زادهٔ ۴ نوامبر ۱۹۸۳) ورزشکار روئینگ اهل کانادا است.
وی در مسابقات کشوری و بین‌المللی در مجموع برندهٔ ۱ مدال طلا، ۱ مدال نقره، ۲ مدال برنز شده‌است.